# خنیمه بالا
خنیمه بالا، روستایی از توابع بخش رستم شهرستان ممسنی در استان فارس ایران است.

## جمعیت
این روستا در دهستان رستم سه قرار دارد و براساس سرشماری مرکز آمار ایران در سال ۱۳۸۵، جمعیت آن ۲۰۹ نفر (۳۱خانوار) بوده‌است.